# Grundschule der Regensburger Domspatzen
Die Grundschule der Regensburger Domspatzen ist eine staatlich anerkannte, zweizügige private Grundschule für Jungen in Regensburg. Sie ist an das Gymnasium der Regensburger Domspatzen angegliedert, ihr Schwerpunkt liegt auf der musischen Bildung.

## Geschichte
Die Regensburger Domspatzen gehen auf das Jahr 975 zurück, als Bischof Wolfgang von Regensburg eine Domschule zur Ausbildung von Kleriker-Nachwuchs gründete. Spätestens seit 1910 wurde der Chor auch als „Regensburger Domspatzen“ bezeichnet.
1941 kaufte Theobald Schrems aus seinem Privatvermögen das Erholungsheim in Etterzhausen. Nachdem die Stadt Regensburg 1945 von den Nationalsozialisten befreit worden war, nahm Theobald Schrems mit 12 Sängern am 5. Mai 1945 an der Dankmesse im Regensburger Dom teil. Im September 1945 folgte die förmliche Erlaubnis der Amerikaner, weiter mit dem Chor zu wirken.
1946 wurde in Etterzhausen der provisorische Unterricht mit Viertklässlern aufgenommen. Auf diese Weise sollten die Schüler möglichst früh musikalisch ausgebildet werden können. Im Januar 1948 erteilte das Bayerische Kultusministerium die Erlaubnis für den Betrieb von Schule und Internat. Träger des Schulinternats war seinerzeit der Verein der Freunde des Regensburger Domchors unter dem Vorstandsvorsitzenden Josef Engert. Die damalige Leitung des Internats oblag dem Domkapellmeister Theobald Schrems. Zunächst wurden in Etterzhausen nur Schüler der 4. Grundschulklasse unterrichtet. Die Gymnasialklassen wurden in Regensburg unterrichtet. 1950 folgte eine Genehmigung für die 3. Vorschulklasse. Daraufhin wurden in Etterzhausen Umbaumaßnahmen vorgenommen und die Räumlichkeiten der Vorschule erweitert.
Im Jahre 1957 übernahm die neugegründete Stiftung Etterzhausen der Regensburger Domspatzen die Trägerschaft des Schulinternats. Gründungsdirektor der Stiftung war der römisch-katholische Priester Johann Meier, der seit 1953 am Regensburger Domspatzeninternat als Präfekt gewirkt hatte. Im Jahre 1958 wurde Meier zum Direktor des Schulinternats berufen.
Im Jahr 1981 zog die Grundschule der Domspatzen ins Kloster des Nachbarortes Pielenhofen um, nachdem das dortige Gymnasium der Salesianerinnen aufgegeben wurde. Schulträger wurde die Stiftung Pielenhofen der Regensburger Domspatzen. Diese Schule hatte eine Kapazität für rund 110 Schüler.
Nach der Pensionierung von Johann Meier 1992 übernahm der Priester Joseph König die Direktorenschaft. König war schon 1966 Präfekt in Etterzhausen gewesen und von 1972 bis 1989 Präfekt, anschließend Direktor am Bischöflichen Studienseminar in Weiden. Dieser wirkte bis zum Sommer 2013, als die Grundschule nach Regensburg verlagert wurde.
Seit dem Schuljahr 2005/06 ist das Schulinternat mit den Jahrgängen 1 bis 4 ausgestattet und somit als volle Grundschule staatlich anerkannt. Dies geschah unter der Führung des langjährigen Rektors Wolfgang Sack, der bis Juli 2011 amtierte. Mit Beginn des Schuljahres 2011/12 trat Petra Stadtherr ihren Dienst als Schulleiterin an.
In Regensburg bezog die Grundschule 2013 ein neu errichtetes Gebäude an der Reichsstraße direkt neben dem Musikgymnasium der Domspatzen. Die Baukosten betrugen etwa 13 Millionen Euro. Es beinhaltet unter anderem eine Turnhalle, acht Klassenzimmer und dreizehn Musikübungsräume. Der Bau ist auf 200 Schüler und maximal acht Schulklassen ausgelegt. Die Grundschule umfasst seither keinen Internatsbetrieb mehr. Ziel des Neubaus war es unter anderem auch, die Grundschüler in direkter Nähe zum Gymnasium der Domspatzen unterzubringen und so einen späteren Wechsel an die weiterführende Schule zu vereinfachen. Das Schulgebäude wurde als vielseitig, hell und freundlich bezeichnet. Finanziell wurde der Bau auch vom Freistaat Bayern gefördert. Die Gesamtkosten des Neubaus betrugen 13 Millionen Euro. Diese trug das Bistum Regensburg, wurde vom Freistaat Bayern allerdings mit rund fünf Millionen Euro unterstützt.
Träger der vierklassigen Grundschule ist die Stiftung der Regensburger Domspatzen, die vom Regensburger Domkapitel und dem Verein der Freunde des Regensburger Domchors getragen wird. Diese Stiftung ist ebenso Träger des Gymnasiums mit Internat und des Domchors, der Regensburger Domspatzen.

## Schulprofil
Die Grundschule der Regensburger Domspatzen verbindet ganzheitliche und musische Bildung und ist eine reine Jungenschule. Die Chorarbeit orientiert sich an der sogenannten „Ward-Methode“, die auf die amerikanische Musikpädagogin Justine Bayard Ward (1879–1975) zurückgeht. Diese Methode kombiniert Stimm- und Gehörbildung, Rhythmus, Notation und Improvisation. Gearbeitet wird mit Melodien und Liedern, kombiniert mit Bewegung. Neben der Schule bieten die Domspatzen zudem Ganztagesbetreuung an. Ein weiterer Schwerpunkt liegt auf sportlicher Betätigung; dazu stehen Turnhalle, Sportplätze und ein eigenes Hallenbad zur Verfügung. Daneben besteht auch die Möglichkeit, ein Instrument zu erlernen, in der Regel Geige oder Klavier. Die Grundschule ist musisch ausgerichtet, verfügt aber auch über ein naturwissenschaftliches Profil. Neben den sieben Lehrkräften und neun Erziehern werden an der Grundschule für die musikalische Leitung und die Chorarbeit zwei musikalische Leiter und eine Stimmbildnerin beschäftigt. Die Schule bietet verschiedene Betreuungsmodelle inklusive Hausaufgabenbetreuung an: Danach können die Schüler wählen, wie lange sie am Nachmittag in der Schule bleiben. An der Grundschule wird der Unterricht anhand des Lehrplans flexibel gestaltet, besondere Projekte werden immer wieder in den Unterricht einbezogen.
2021 wurde die Grundschule vom katholischen Schulwerk in Bayern mit dem Zertifikat „Nachhaltige Schulentwicklung“ ausgezeichnet. Die Klassenzimmer sind als „digitale Klassenzimmer“ mit Beamern, Laptops und Dokumentenkameras ausgestattet.

## Berichte von Misshandlungen und Missbrauch
Im Mai 1948 wurden sexuelle Übergriffe von Ambros Josef Pfiffig gegen Internatsschüler bekannt. Pfiffig war seit 1946 als Präfekt in Etterzhausen tätig gewesen und wurde daraufhin vom Regensburger Generalvikar Josef Franz als Kooperator zur Jugendseelsorge nach Tirschenreuth versetzt.
Im Frühjahr 2010 wurden Fälle von Misshandlungen und Missbrauch in dem Schulinternat in Etterzhausen und Pielenhofen öffentlich bekannt. Über den 1992 verstorbenen geistlichen Direktor Johann Meier (Amtszeit 1958 bis 1992) wird berichtet, dass er „aus heiterem Himmel Stockschläge verabreichte“. Die Zeitung berichtete, der Geistliche habe „Schüler mit fünf bis zehn Stockschlägen bestraft, die wahlweise auf die Fingerkuppen, die Fingernägel oder das Gesäß versetzt worden seien.“ Ein Redakteur der Süddeutschen Zeitung berichtete 2010, im Schuljahr 1981/1982 habe der Direktor einen achtjährigen Buben mit einem Stuhl geschlagen, bis der Stuhl auf dessen Rücken zerbrochen sei, weil er über das Fehlverhalten des Schülers als Ministrant bei der Frühmesse erbost gewesen sei. Ein Schüler, der sich unter Bauchschmerzen gekrümmt hatte, sei vom Direktor als Simulant abqualifiziert worden; er habe später wegen eines Blinddarmdurchbruchs notoperiert werden müssen. Sogar kleine Verstöße gegen die Anweisungen wurden mit derart heftigen Ohrfeigen bestraft, dass danach oftmals der Handabdruck auf der Wange zu sehen war.
Ehemalige Internatsschüler berichteten auch von sexuellem Missbrauch in Etterzhausen und Pielenhofen.
Der frühere Regensburger Domkapellmeister Georg Ratzinger (Amtszeit 1964 bis 1994) geriet als Kuratoriumsmitglied der Schulstiftung in die Kritik. Ratzinger gab an, von den Übergriffen in Etterzhausen und Pielenhofen keine Kenntnis gehabt zu haben und drückte sein Bedauern aus.
Im April 2015 kündigte das Bistum Regensburg an, auch die Vorfälle in den Vorschulen der Regensburger Domspatzen und die bisherige diözesane Anerkennungspraxis mit Hilfe eines Rechtsanwalts überprüfen zu wollen. Der vom Weißen Ring empfohlene Anwalt Ulrich Weber hat inzwischen eine eigene Webseite eingerichtet, über die sich Betroffene mit ihm in Verbindung setzen können. Von Körperverletzung und Missbrauch betroffene ehemalige Internatsschüler sollen an der Untersuchung beteiligt werden.
Der Sonderermittler des Bistums Regensburg und Opferanwalt Ulrich Weber veröffentlichte am 8. Januar 2016 einen Zwischenbericht über Misshandlungen an 231 Kindern zwischen 1953 und 1992 bei den Regensburger Domspatzen. Weitere 50 Kinder sollen auch sexuell missbraucht worden sein.
Am 18. Juli 2017 veröffentlichten Ulrich Weber und Johannes Baumeister im Auftrag des Bistums Regensburg den Abschlussbericht zu ihren Untersuchungen. Die Vorschule in Etterzhausen und Pielenhofen werde, so der Abschlussbericht, von den Opfern als „Gefägnnis“, „Hölle“ oder „Konzentrationslager“ beschrieben. Anlass für Gewalt seien stets Verstöße gegen das Regelwerk der Vorschule gewesen. Insgesamt nennt der Abschlussbericht für Vorschule, Gymnasium, Internat und Chor 547 Opfer. 500 von ihnen seien Opfer körperlicher Gewalt gewesen, 67 Opfer sexueller Gewalt. Von allen Opfermeldungen und Opfernennungen entfielen 58 Prozent auf Schüler, die Vorschule und Gymnasium besucht hatte, rund 30 Prozent hatten nur die Vorschule besucht.
Weber kommt in seinem Abschlussbericht mit Blick auf die aktuelle Situation bei den Domspatzen zum Ergebnis: „Ein Blick auf die Domspatzen von heute zeigt eine Einrichtung, die vormalige organisatorische Schwachstellen behoben hat, eine zeitgemäße Pädagogik vermittelt und zielgerichtete Präventionskonzepte anwendet.“ Die Zusammenarbeit mit den verantwortlichen Stellen im Bistum Regensburg und bei den Domspatzen bezeichnet der Abschlussbericht als „äußerst positiv“. Die für die Aufklärung relevanten Akten seien vollständig übergeben worden. Dies belegen die Autoren damit, dass einerseits für die konkrete Untersuchung irrelevante Akten übergeben wurden und eine Vorauswahl somit nicht stattgefunden hatte; zudem seien auch Akten übergeben worden, sie sich mit Blick auf die Aufarbeitung für das Bistum als negativ erwiesen.
Der Missbrauchsbeauftragte der Bundesregierung, Johannes-Wilhelm Rörig, lobte zudem die Aufarbeitung der Missbrauchsfälle bei den Domspatzen. Bischof Rudolf Voderholzer habe nach seinem Amtsantritt 2013 der Verantwortung gestellt. Nach Jahren der Verschleppung sei nun unter Bischof Voderholzer der Missbrauch umfassend aufgearbeitet worden.
Die Domspatzen haben Richtlinien für die Prävention körperlicher und sexueller Gewalt erstellt. Dies umfasst auch Ansprechpartner vor Ort und auf der Ebene des Bistums Regensburg für Opfer sexueller und körperlicher Gewalt. Im Vordergrund soll dabei der Schutz betroffener Schüler stehen. Weber und Baumeister stellen in ihrem Abschlussbericht 2017 insbesondere einen positiven Wandel des Kommunikationsverhaltens wie auch der Prävention von Missbrauch fest.